# Воскресеновка (Єврейська автономна область)
Воскресеновка (рос. Воскресеновка) — село у Ленінському районі Єврейської автономної області Російської Федерації.
Входить до складу муніципального утворення Ленінське сільське поселення. Населення становить 338 осіб (2010).

## Історія
Згідно із законом від 26 листопада 2003 року органом місцевого самоврядування є Ленінське сільське поселення.

## Населення
| 2002 | 2010 |
| ---- | ---- |
| 373  | ↘338 |